# Adriano Ciocca Vasino
Adriano Ciocca Vasino (* 8. Juli 1949 in Borgosesia, Provinz Vercelli) ist ein italienischer römisch-katholischer Geistlicher und emeritierter Prälat von São Félix in Brasilien.

## Leben
Adriano Ciocca Vasino studierte Philosophie am Priesterseminar San Gaudenzio in Novara und Katholische Theologie am Studienzentrum San Zeno in Verona. Am 8. September 1974 empfing er durch den Bischof von Novara, Aldo Del Monte, das Sakrament der Priesterweihe für das Bistum Novara.
Nach der Priesterweihe war Ciocca Vasino zunächst als Pfarrvikar der Pfarrei Santa Maria Assunta in Grignasco tätig. 1979 wurde er als Fidei-Donum-Priester nach Brasilien entsandt, wo er zuerst als Pfarrer in Araripina im Bistum Petrolina wirkte. Von 1989 bis 1992 war er Pfarrer in Petrolina und in Afrânio. Daneben fungierte er als Spiritual am Priesterseminar des Bistums Petrolina. Danach war er als Pfarrvikar in Petrolândia im Bistum Floresta tätig. Ab 1998 koordinierte Ciocca Vasino zudem die Pastoral im Bistum Floresta.
Papst Johannes Paul II. ernannte ihn am 3. März 1999 zum Bischof von Floresta. Die Bischofsweihe spendete ihm der Bischof von Itabuna, Czesław Stanula CSsR, am 2. Mai desselben Jahres in Petrolândia; Mitkonsekratoren waren Paulo Cardoso da Silva OCarm, Bischof von Petrolina, und Renato Corti, Bischof von Novara. Sein Wahlspruch Vim para servir („Ich bin gekommen, um zu dienen“) stammt aus Mk 10,45 .
Am 21. März 2012 bestellte ihn Papst Benedikt XVI. zum Prälaten der Territorialprälatur São Félix. Die Amtseinführung erfolgte am 13. Mai desselben Jahres. In der Brasilianischen Bischofskonferenz gehörte Ciocca Vasino ab 2011 der Kommission für die Laien an und fungierte als verantwortlicher Bischof für die Basisgemeinden.
Papst Franziskus nahm am 13. März 2024 das vorzeitige Rücktrittsgesuch von Adriano Ciocca Vasino an.